# Isländische Badmintonmeisterschaft 1966
Die Isländische Badmintonmeisterschaft 1966 fand in Reykjavík statt. Es war die 18. Auflage der nationalen Titelkämpfe von Island im Badminton.

## Titelträger
| Disziplin    | Sieger                                     |
| ------------ | ------------------------------------------ |
| Herreneinzel | Jón Árnason                                |
| Dameneinzel  | nicht ausgetragen                          |
| Herrendoppel | Jón Árnason Óskar Guðmundsson              |
| Damendoppel  | Hulda Guðmundsdóttir Lovísa Sigurðardóttir |
| Mixed        | Jón Árnason Lovísa Sigurðardóttir          |